# Deskriptive Linguistik
Deskriptive Linguistik oder Deskriptive Sprachwissenschaft ist ein Teilbereich der Linguistik. Aufgabe der Deskriptiven Linguistik ist die Analyse und Beschreibung von Sprachgebrauch auf Grundlage der empirischen Beobachtung regelmäßiger Muster in natürlicher Sprache. Beschrieben werden vor allem die grammatischen Formen (Phonologie, Morphologie und Syntax) und deren Bedeutung (Semantik), der Wortschatz sowie die Pragmatik. Deskriptive Linguisten arbeiten zu Einzelsprachen, z. B. Deutsch, oder vergleichen mehrere Sprachen.
Die Prinzipien der Deskriptiven Linguistik unterscheiden sich von denen der Formalen Linguistik (z. B. die Generative Grammatik), die Sprache nicht empirisch, sondern mit Hilfe von theoretischen Prinzipien beschreibt, die a priori (unabhängig von den beobachtbaren Merkmalen bestimmter Sprachen) definiert werden.
Das Konzept von Deskriptivismus in der Sprachbeschreibung kann mit Präskriptivismus kontrastiert werden, z. B. in Form didaktischer Lexikographie oder Grammatikographie (siehe Grammatik#Arten von Grammatiken) bzw. in der Sprachplanung. Im Gegensatz zu Deskriptivismus ist Präskriptivismus jedoch keine wissenschaftliche Herangehensweise. Deshalb existiert präskriptive Linguistik auch nicht als eigener Teilbereich der Linguistik.